# GLAAD Media Awards 2014
La 25ª edizione dei GLAAD Media Awards si è tenuta nel 2014.
Le candidature sono state annuncaite il 30 gennaio 2014. Le cerimonie di premiazione hanno avuto luogo al Beverly Hilton Hotel di Los Angeles il 12 aprile 2014 ed al Waldorf-Astoria Hotel di New York il 3 maggio 2014.

## Los Angeles

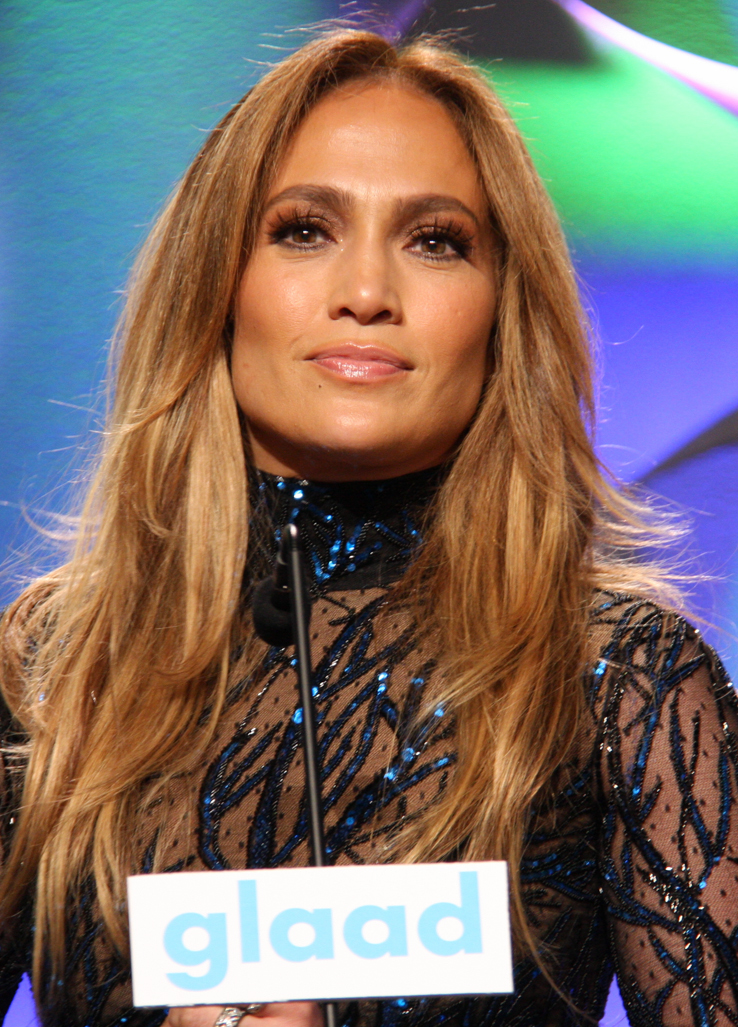
Jennifer Lopez alla cerimonia di Los Angeles, dove ha ricevuto il Vanguard Award.

### Vanguard Award
- Jennifer Lopez [6]

### Prioneer Award

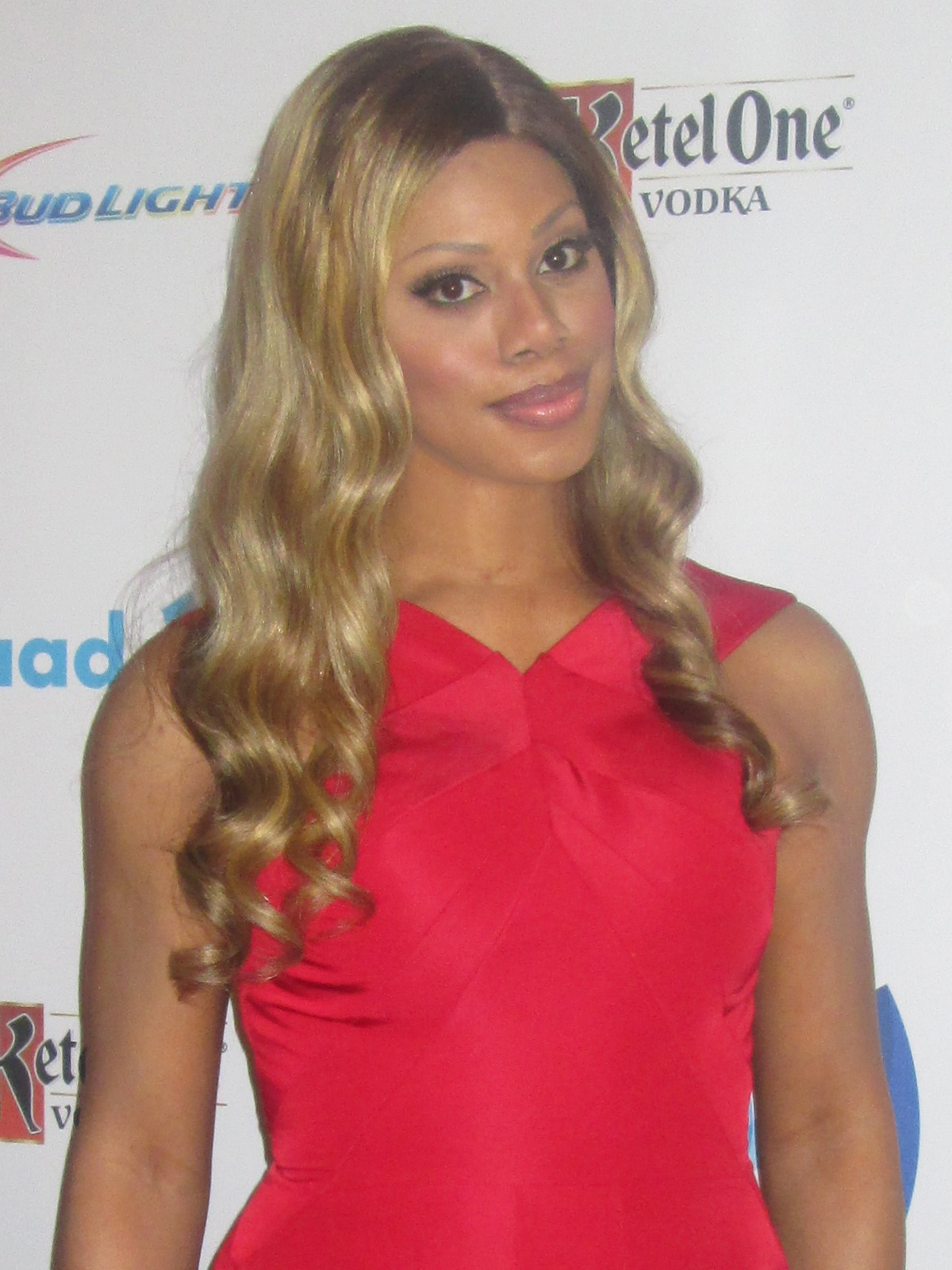
Laverne Cox alla cerimonia di Los Angeles, dove ha ricevuto il Stephen F. Kolzak Award.

- Laverne Cox alla cerimonia di Los Angeles, dove ha ricevuto il Stephen F. Kolzak Award.Norman Lear

### Stephen F. Kolzak Award
- Laverne Cox - Orange Is the New Black

### International Advocate for Change Award
- Manny de Guerre [7]

### Miglior documentario
- Bridegroom
- Call Me Kuchu
- God Loves Uganda
- The New Black
- Valentine Road

### Miglior serie drammatica
- The Fosters
- Grey's Anatomy
- Orphan Black
- Pretty Little Liars
- Shameless

### Miglior reality show
- Big Freedia: Queen of Bounce
- Cyndi Lauper: Still So Unusual
- Dream School
- Project Runway
- Small Town Security

### Miglior soap opera drammatica
- Il tempo della nostra vita (Days of Our Lives)

### Miglior articolo di giornale
- "LGBTQ in the Capital" (serie) - Melissa Griffiths, Juneau Empire
- "Boy or Girl? Gender a New Challenge for Schools" - Martha Irvine, Associated Press
- "Gay Ex-mayor Who Fled U.S. Awaits Immigration Change" - Jeremy Roebuck, San Antonio Express-News
- "Poor Black and Hispanic Men Are the Face of H.I.V." - Donald G. McNeil, Jr., The New York Times
- "Why Bisexuals Stay in the Closet" - Emily Alpert, Los Angeles Times

### Miglior articolo giornalistico digitale - Mutimedia
- "We Are Here: LGBTI in Uganda" - Sunnivie Brydum, D. David Robinson, Advocate.com
- "Bisexuals Get Their Turn in the White House" - Alyona Minkovski, Live.HuffingtonPost.com
- "Coming Out Kicking" - Cyd Zeigler, Outsports.com
- "Remixing the Trans and Hip Hop Conversation" - Marc Lamont Hill, Live.HuffingtonPost.com
- "To Get Married, They Left Ohio" - Julie Zimmerman, Cincinnati.Com

### Miglior cantante
- Tegan and Sara - Heartthrob
- Elton John - The Diving Board
- Goldfrapp - Tales of Us
- Lady Gaga - Artpop
- Vampire Weekend - Modern Vampires of the City

### Miglior fumetto
- Giovani Vendicatori (Young Avengers) - Kieron Gillen, Marvel Comics
- Batwoman - W. Haden Blackman, J.H. Williams III, Marc Andreyko, DC Comics
- Fearless Defenders - Cullen Bunn, Marvel Comics
- Husbands: The Comic - Jane Espenson, Brad Bell, Dark Horse Comics
- Life with Archie - Paul Kupperberg, Archie Comics

### Miglior film per la televisione o miniserie
- Dietro i candelabri (Behind the Candelabra)
- In the Flesh

## New York

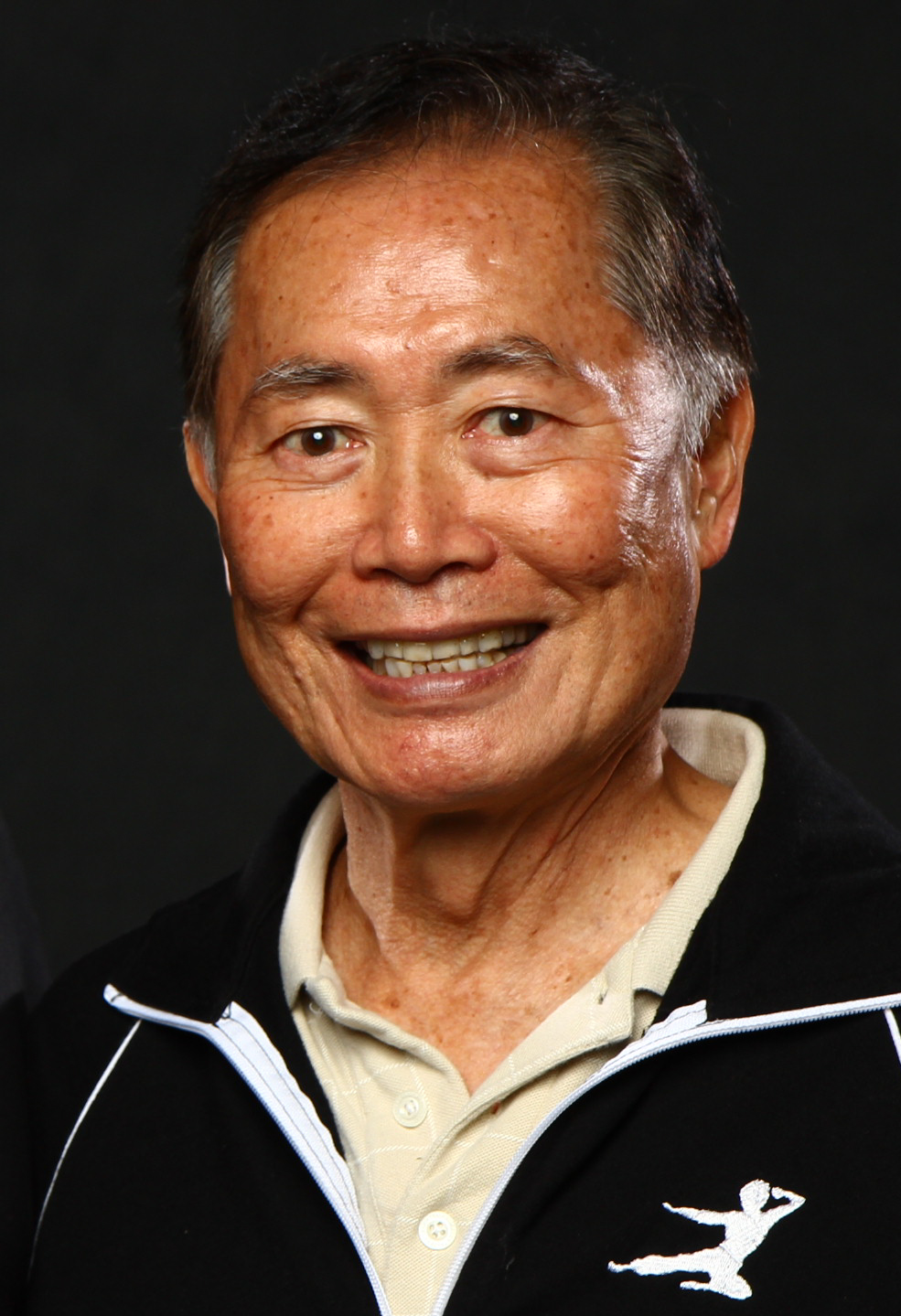
George Takei ha ricevuto il Vito Russo Award alla cerimonia di New York.

### Vito Russo Award
- George Takei [8]

### Miglior film della piccola distribuzione
- Concussion
- Geography Club
- Out in the Dark
- Reaching for the Moon
- Yossi

### Miglior serie commedia
- Orange Is the New Black
- Brooklyn Nine-Nine
- Glee
- Modern Family
- Please Like Me

### Miglior episodio serie TV
- "Snow Angels" - Elementary
- "Bride and Prejudice" - The Soul Man
- "LARP and the Real Girl" - Supernatural
- "Secret Lives" - Drop Dead Diva
- "There's the Door" - Terapia d'urto (Necessary Roughness)

### Miglior film della grande distribuzione
- Philomena
- La vita di Adele (Blue Is the Warmest Colour)
- Dallas Buyers Club
- Giovani ribelli - Kill Your Darlings (Kill Your Darlings)
- Shadowhunters - Città di ossa (The Mortal Instruments: City of Bones)

### Miglior episodio talk show
- "First Openly Gay NBA Player Jason Collins and his Family" - Oprah's Next Chapter
- "Are Gay Parents Different?" - The Ricki Lake Show
- "Fred Rosser" - The Ellen DeGeneres Show
- "Laverne Cox" - Totally Biased with W. Kamau Bell
- "Modern Family Values" - Raising McCain

### Miglior giornale
- "Transgender at 11: Listening to Jazz" - 20/20
- "Chris to Kristin: A Navy Seal's Secret" - Anderson Cooper 360°
- "India's Third Gender" - The Stream
- "The Rebounder: The Kenneth Faried Story" - E:60
- "The Welcoming Movement" - To the Contrary

### Miglior servizio giornalistico
- "Gay Rights at Work" - MSNBC Live
- "Portman Reverses Position on Gay Marriage" - Starting Point
- "Civil Rights Icon Supports Gay Marriage" - CNN Newsroom
- "Pride & Prejudice" - Melissa Harris-Perry
- "Scouts Dishonor" - The Last Word with Lawrence O'Donnell
- "Wild Blue Yonder: Scott Hines" - The Rachel Maddow Show

### Miglior articolo di una rivista
- "The Hidden War Against Gay Teens" - Alex Morris, Rolling Stone
- "Owning the Middle" - Kate Fagan, ESPN The Magazine
- "The Perfect Wife" - Ariel Levy, The New Yorker
- "What's Wrong With Exxon?" - Antonia Juhasz, The Advocate
- "Why Gay and Lesbian Couples Pay More" - Carolyn M. Brown, Black Enterprise

### Miglior rivista
- The New Yorker
- The Advocate
- ESPN The Magazine
- People
- Time

### Miglior articolo giornalistico digitale
- "Sex, Lies and HIV: When What You Don’t Tell Your Partner is a Crime" - Sergio Hernandez, Buzzfeed.com / ProPublica.org
- "How Fallon Fox Became the First Known Transgender Athlete in MMA" - Loretta Hunt, SportsIllustrated.CNN.com
- "How One Lawyer Turned the Idea of Marriage Equality into Reality" - Chris Geidner, Buzzfeed.com
- "Prime Timers: Spotlight on LGBT Seniors" (serie), Advocate.com
- "Repression and Gay Rights in Russia" - Sean Guillory, TheNation.com

### Miglior Blog
- The New Civil Rights Movement
- Autostraddle
- Elixher
- Holy Bullies and Headless Monsters
- TransGriot